# Berezowica Wielka
Berezowica Wielka (ukr. Велика Березовиця) – osiedle typu miejskiego w rejonie tarnopolskim obwodu tarnopolskiego Ukrainy, położona na lewym brzegu rzeki Seret, liczy około 6500 mieszkańców.
Znajduje się tu stacja kolejowa Berezowica-Ostrów, węzeł linii Tarnopol – Biała Czortkowska i Berezowica-Ostrów – Chodorów.

## Historia
Pierwsza wzmianka o miejscowości pochodzi z 1474. Pod koniec XIX  karczma i gajówka na obszarze dworskim Berezowicy Wielkiej nosiła nazwę Zagrobela. Miejscowość została znacznie zniszczona podczas I wojny światowej w wyniku ostrzału rosyjskiej artylerii.
Podczas wojny polsko-bolszewickiej 4 lutego 1920 w Berezowicy Wielkiej ponieśli śmierć polscy lotnicy wojskowi w stopniu porucznika: Kazimierz Swoszowski i Feliks Błaszkiewicz.
W II Rzeczypospolitej siedziba gminy wiejskiej Berezowica Wielka w powiecie tarnopolskim województwa tarnopolskiego. W tym czasie stała się popularnym miejscem letniskowym wśród mieszkańców Tarnopola. W 1936 roku powstała tu cukrownia, rozbudowana po II wojnie światowej. Status osiedla typu miejskiego posiada od 1986.

## Dwór
- Dwór Wybudowany w stylu klasycystycznym na początku XIX w. przez Karola Korytowskiego istniał do 1939 r.